# Direction générale de la Sécurité extérieure
Generalna Dyrekcja Bezpieczeństwa Zewnętrznego (fr. Direction générale de la Sécurité extérieure, DGSE) – francuska instytucja wywiadu.

## Utworzenie
Urząd powołano w 1981 roku, realizację zadań jako nowa struktura rozpoczął 2 kwietnia 1982 roku (działalność w przekształceniu nie była przerwana). Powstał w miejsce Służby Dokumentacji Zewnętrznej (Zagranicznej) i Kontrwywiadu, fr. Service de Documentation Exterieure et de Contre-espionnage (SDECE).
Dyrekcja Generalna Bezpieczeństwa Zewnętrznego (DGSE) została powołana inicjatywą Prezydenta RF François Mitterranda, działającej w latach 1947–1982. Generalna Dyrekcja Bezpieczeństwa Zewnętrznego (Zagranicznego) podlega Ministerstwu Obrony Francji.

## Zadania
Generalna Dyrekcja Bezpieczeństwa Zewnętrznego gromadzi i opracowuje dane wywiadowcze o rozmaitym charakterze, politycznym, wojskowym, strategicznym, elektronicznym, technicznym, przemysłowo-ekonomicznym, naukowym a także rozpracowuje organizacje terrorystyczne.

## Reorganizacja i kadra
Pierwszego Dyrektora DGSE mianowano 17 czerwca 1981 roku, został nim były prezes francuskich linii lotniczych Air France (mający znaczną niejawną karierę), Pierre Marion. 10 listopada 1982 roku jego miejsce zajął admirał Pierre Lacoste, pierwszy oficer Marynarki Wojennej Francji, który kierował wywiadem we Francji.
Podczas zarządzania DGSE przez Pierre’a Lacoste’a urząd zatrudniał ok. 2800 pracowników etatowych, w tym ponad 1800 żołnierzy. Pierre Marion dokonał także gruntowej reorganizacji instytucji.
Struktura organizacyjna DGSE (1983)
Wydziały:
- I: gromadzenie i analiza danych wywiadowczych
- II: kontrwywiad i bezpieczeństwo
- III: operacje

## Operacje i skandale

### DGSE przeciwko Greenpeace
10 lipca 1985 roku, agenci Wydziału III DGSE, wysadzili w powietrze statek „Rainbow Warrior”, który należał do międzynarodowej organizacji ekologicznej Greenpeace. Jednostka brała udział w akcji protestacyjnej przeciwko francuskim próbom jądrowym na Pacyfiku. Śmierć poniósł znajdujący się na jej pokładzie fotograf. Ujawnienie udziału w tej akcji DGSE wywołało skandal na międzynarodową skalę. Z tego powodu ze stanowiska musiał ustąpić ówczesny Dyrektor DGSE, Pierre Lacoste, opuścił 19 września 1985 roku. Następnego dnia, 20 września 1985 roku, jego miejsce zajął generał Rene Imbot.

### DGSE kontra CIA
W następnych latach działalności agencji dochodziło do kolejnych skandali. W 1993 roku Centralna Agencja Wywiadowcza (CIA) podała, że jest w posiadaniu dowodów, które świadczyły, że podczas dorocznej wystawy lotniczej w Paryżu, agenci DGSE zamierzali dokonać kradzieży danych technologicznych ponad 40 amerykańskich firm lotniczych. Następnie CIA uprzedziła, by miały się na baczności przed francuskimi agentami. Będący wówczas szefem DGSE Claude Silberzahn nie odparł tych zarzutów, przyznał się do winy, i 7 czerwca 1993 roku został zdymisjowany.

## Podsłuchy
Po upadku Związku Radzieckiego i tym samym zakończeniu zimnej wojny, dawni sojusznicy z Zachodu obrócili się przeciwko sobie. W pierwszej połowie lat 90 XX w. głównymi zadaniami francuskiego wywiadu, a zwłaszcza Generalnej Dyrekcji Bezpieczeństwa Zewnętrznego, była gospodarka, nauka, technologia i finanse. Fakt że obszarem największej aktywności agentów DGSE były przedsiębiorstwa amerykańskie, potwierdził oficjalnie kontrwywiad Stanów Zjednoczonych, Federalne Biuro Śledcze (FBI). DGSE planowała między innymi umieszczenie własnych agentów we francuskich filiach IBM, Texas Instruments i Corning.
DGSE miała też założyć podsłuch w postaci pluskiew w samolotach francuskich linii lotniczych Air France, obsługujących linię Paryż – Nowy Jork, umożliwiając sobie w ten sposób podsłuchiwanie podróżujących amerykańskich biznesmenów. Władze amerykańskie opierając się na informacjach zdobytych przez Federalne Biuro Śledcze (FBI), przypisywały tej agencji również próby ulokowania informatorów w europejskich filiach amerykańskich przedsiębiorstw. Amerykanie oskarżali Francuzów też o podsłuchiwanie, używanych przez te firmowe oddziały, państwowych linii telefonicznych, a także kradzież informacji o warunkach kontraktów dotyczących dostawy od amerykańskich producentów samolotów myśliwskich do Indii, które konkurowały z ich francuską konkurencją.
Amerykańska CIA, niemiecka BND oraz brytyjska SIS rywalizują z Francuzami w stolicach Europy, w zdobywaniu najnowszych technologii.

## Dyrektorzy DGSE
- 1981–1982: Pierre Marion
- 1982–1985: adm. Pierre Lacoste
- 1985–1987: gen. René Imbot
- 1987–1989: gen. François Mermet
- 1989–1993: Claude Silberzahn
- 1993–1999: Jacques Dewatre
- 1999–2002: Jean-Claude Cousseran
- 2002–2008: Pierre Brochand
- 2008–2013: Erard Corbin de Mangoux
- 2013–2017: Bernard Emié
- 2017: Jean-Pierre Palasset (tymczasowy)
- 2017–2024: Bernard Émié[4]
- 2024: Nicolas Lerner